# Želva ozdobná
Želva ozdobná (Chrysemys picta), též želva malovaná, je jediným druhem rodu Chrysemys a patří k nejkrásněji zbarveným želvám.

## Popis
Patří mezi sladkovodní želvy. Je velká až 25 cm. Má dobrý čich a zrak, ale špatný sluch. Aktivní je především ve dne, stále střídá hledání potravy se sluněním, které jí pomáhá zbavit se parazitů. V noci odpočívá na dně v bahně, kde také přespává zimu. Její hladký a plochý karapax má červené a žluté zbarvení na černém nebo zelenočerném pozadí. Zvláště mláďata jsou výrazně žlutě, zeleně, červeně a černě zbarvena a mají výrazný hřbetní kýl. V porovnání s dospělci mají mláďata dlouhý ocas. Samec bývá více zbarven než samička. Krunýř má průměrně dlouhý 10 až 18 cm. Má čelisti bez zubů, místo nich má ke stisknutí potravy pevné rohovinové desky. Při prvním náznaku nebezpečí se rychle potápí do vody. Nejlépe se cítí v hejnu, velká hejna vytváří ve volné přírodě.
Pro chov je potřeba dostatek prostoru, jinak mohou mít sklon k agresivitě.
V prodejnách většinou nepochází z volné přírody, ale z chovných farem v USA a Singapuru, kde jsou chovány v obrovském množství a vyváženy do celého světa.

## Potrava
Je všežravec, její strava je masitá i rostlinná. Živí se vodními rostlinami, bylinami, řasami, hmyzem, rybkami, menšími živočichy i mršinami. Je možné jí podávat i ovoce a zeleninu.

## Reprodukce

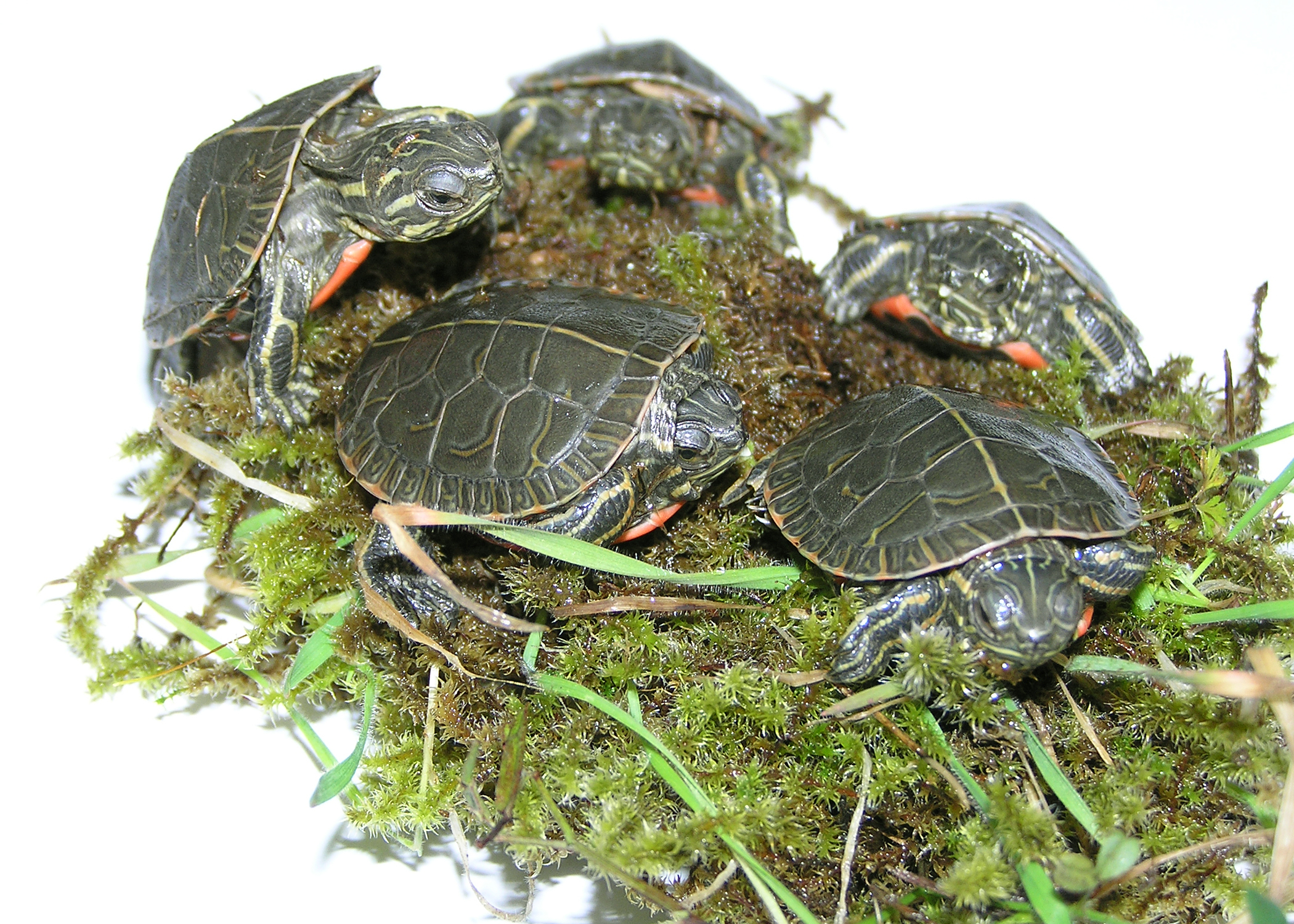
Mladé želvy ozdobné

V období páření se samec dvoří samici tak, že zatahuje hlavu mezi přední končetiny, které vystrčí s drápy namířenými k samici a třepe s nimi. Samec dospívá ve 3 letech, samice až v 7 letech. Při páření se samec dlouhými drápy na předních nohách přidržuje karapaxu samice. Samice snáší tři snůšky vajec za rok. Klade 4 až 20 oválných vajec na konci jara a začátku léta – v květnu až červnu. Počátkem léta si samice vyhrabe hlubokou jámu, do které potom na klade vejce, která zadníma nohama zahrne půdou.
Mladé želvy jsou téměř výhradně masožravé, živí se červy, rybím masem, nebo speciálními krmivy pro želvy. Všežravci se stávají až postupně, jak rostou.

## Výskyt
Jejím přirozeným prostředím je klidné, zarostlé povodí. Je rozšířená na jihu Kanady ve východní oblasti Spojených států, východně, severně a západně od řeky Mississippi až po Mexický záliv. Obývají čerstvou, mělkou, stojatou vodu, s bahnitým dnem a hustým rostlinstvem bohatým na vodní hmyz a ryby.

## Poddruhy
| C. p. picta | C. p. marginata | C. p. dorsalis | C. p. bellii |
| ----------- | --------------- | -------------- | ------------ |
|             |                 |                |              |
|             |                 |                |              |